# محوطه دار خرما
محوطه دار خرما مربوط به دوره عیلامیان است و در شهرستان پل‌دختر، بخش مرکزی، دهستان جایدر، ۸ کیلومتری جنوب شرق روستای چاله واقع شده و این اثر در تاریخ ۲۸ اسفند ۱۳۸۵ با شمارهٔ ثبت ۱۸۴۴۸ به‌عنوان یکی از آثار ملی ایران به ثبت رسیده است.